# Filip Dewinter

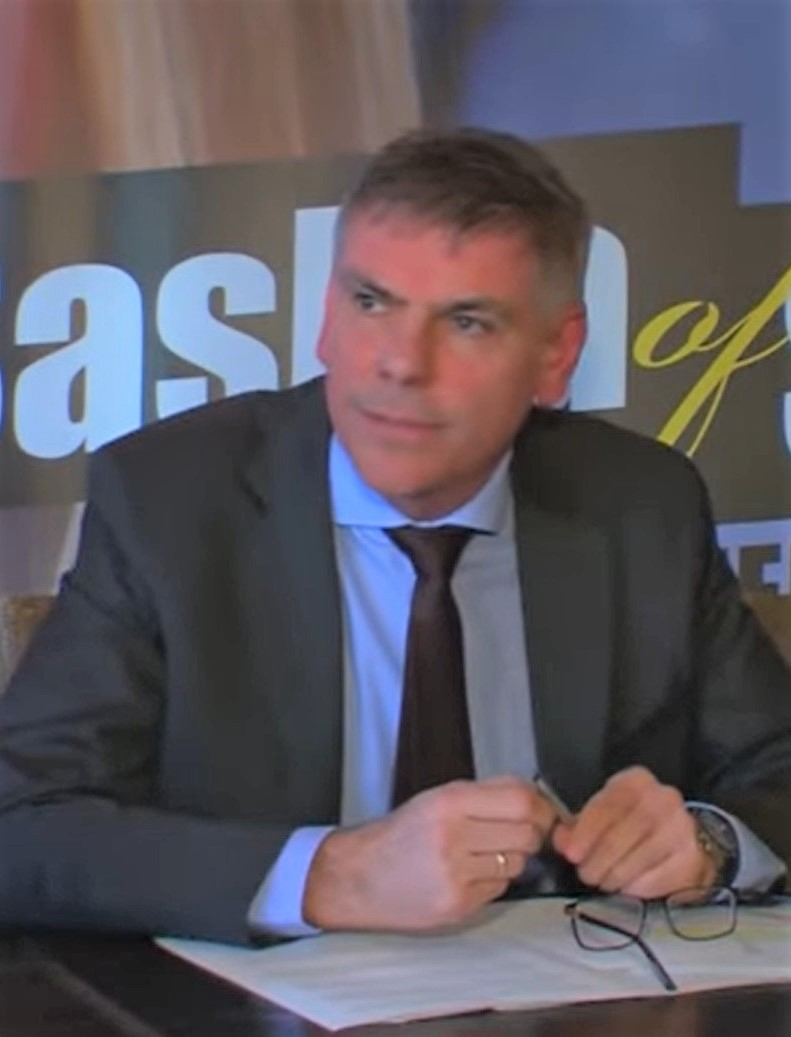
Dewinter (2015)

Philip „Filip“ Michel Frans Dewinter (* 11. September 1962 in Brügge) ist ein belgischer Politiker. Er ist im Jahre 2006 Fraktionsvorsitzender des Vlaams Belang (VB) und Abgeordneter im Flämischen Parlament geworden.

## Werdegang
Seit seiner Schulzeit in Brügge ist Dewinter politisch aktiv. Er gründete 1978 als Sechzehnjähriger die Vlaamse Scholieren Actie Groep, die später zur Nationalistisch Jong Studentenverbond wurde. 1982 zog er nach Antwerpen, um dort Politik- und Sozialwissenschaft an der Universität Antwerpen zu studieren. Er wurde Mitglied der Nationalistischen Studentenverein (NSV). 1983 schloss er sich dem damaligen Vlaams Blok an. Zwei Jahre später wechselte er die Universität und studierte Journalistik an der Handelshochschule Erasmus.
Er machte schnell Karriere im Vlaams Blok und wurde 1992 ihr Fraktionsvorsitzender. Diese Position hat er auch beim Vlaams Belang inne. Seit 1995 ist er Gemeinderatsmitglied in Antwerpen und flämischer Abgeordneter. Zudem wurde er im Jahr 2019 Vizepräsident des flämischen Parlaments.

## Politische Ansichten
Als flämischer Nationalist lehnt er Belgien weitgehend ab und äußerte: „Es gibt keine belgische Identität, keine belgische Sprache, kein belgisches Volk.“ Zudem kritisierte er andere flämische Politiker, wie Jan Jambon, die seiner Meinung nach zu viele Kompromisse eingehen. Als Vorbilder nannte er 1992 u. a. Cyriel Verschaeve oder Auguste Borms.
Im Jahr 2010 nahm Dewinter an einer vom Likud organisierten Konferenz in Israel über den Kampf gegen den Terrorismus teil, zu der auch Geert Wilders und Heinz-Christian Strache erschienen. Er lehnt den sogenannten politischen Islam ab und fordert stattdessen einen europäischen Islam, der durch die Streichung von 164 Koranversen erreicht werden solle. Wiederholt setzte er dabei auf provokante Aktionen wie eine Buchpräsentation seines Werkes Leitfaden zum Widerstand gegen den Islam (Verzet! - Verzetgids tegen de islam) vor der Großen Moschee von Brüssel im Oktober 2017.
Am 6. November 1988 versuchten Dewinter und andere Vertreter seiner Partei auf den Deutschen Soldatenfriedhof Lommel zu gelangen, um dort der flämischen SS-Kollaborateure mit Blumen auf ihren Gräbern zu gedenken, was ihnen verwehrt wurde, da nur Deutsche Zutritt hatten. Vier Tage zuvor betonte er hingegen, nichts mit dem Nationalsozialismus zu tun zu haben und verwies auf seine familiäre Vorgeschichte.
In einem Interview im März 2022 äußerte er u. a., dass er Europäer sei, aber die Europäische Union ablehne, die er als Feind ansehe, weil sie für Multikulturalismus stehe. Er machte die Europäische Union und Masseneinwanderung direkt für eine Infiltrierung durch den radikalen Islam und Terroranschläge in Europa verantwortlich. Er betonte, dass er unter Europa auch Staaten wie die Ukraine oder Russland verstehe, und dass diese Zivilisation christlich und weiß sei, sowie dass diese verteidigt werden müsse. Er lobte Politiker wie Viktor Orbán oder Janez Janša und behauptete, der russische Überfall auf die Ukraine bedeute den Sieg der Europäischen Union über seine Europa-Vorstellung, da europäische Staaten gegeneinander kämpfen würden. Er sprach sich gegen den Einfluss der USA oder Chinas in Europa aus. Die ukrainischen Flüchtlinge nannte er „echte Flüchtlinge“ und forderte, dass Flüchtlinge in ihren jeweiligen Erdteilen verbleiben sollten. Er kritisierte, Putin habe sich vom Nationalisten zum Imperialisten gewandelt, forderte aber neben Solidarität mit den Ukrainern auch, dass sich die USA, EU und NATO aus dem Konflikt raus halten. Zudem äußerte er, dass er fürchte, dass dies auch der eigenen flämischen Unabhängigkeitsbewegung für Jahrzehnte geschadet habe.

## Anschlagsplan gegen Dewinter
Ein rechtsextremer Aktivist wurde 2014 zu fünf Jahren Gefängnis verurteilt, weil er den Mord an Filip Dewinter geplant hatte und hoffte, Belgien in den Bürgerkrieg zu ziehen.

## Familie
Dewinters Großvater mütterlicherseits war während des Zweiten Weltkriegs in der Résistance aktiv. Sein Vater, damals Medizinstudent, war NS-Zwangsarbeiter.
Dewinter ist verheiratet und Vater dreier Töchter. Seine Tochter Veroniek ist ebenfalls politisch aktiv, kandidierte für die Partei ihres Vaters und wirkte an der Dokumentation Terug naar eigen land (dt. Zurück ins Heimatland) mit.

## Werke
- Eigen volk eerst (Das eigene Volk zuerst), Verlag TYR, 1989.
- Weg met ons? - Antwoord aan Paula D'Hondt (Weg mit uns? - Antwort auf Paula D'Hondt), Verlag TYR, 1991.
- Een tegen Allen - Opkomst van het Vlaams Blok (Einer gegen alle - das Emporkommen des Flämischen Blocks), Verlag TYR, 1993.
- Immigratie: De tijdbom tikt (Einwanderung - die Zeitbombe tickt), Verlag TYR, 1996.
- Baas in eigen land - Over identiteit, culturele eigenheid en nationaliteit (Herr im eigenen Land - über Identität, kulturelle Eigenheit und Nationalität), Egmont Verlag, 2000.
- Zerotolerantie tegen criminaliteit - Over de aanpak van de misdaad (Nulltoleranz gegenüber der Kriminalität - über die Bekämpfung des Verbrechens), Egmont Verlag, 2004.
- Antwerpen Troef (Trumpfkarte Antwerpen), Egmont Verlag, 2006